# Jerry Apodaca
Raymond S. «Jerry» Apodaca (Las Cruces, 3 de octubre de 1934-Santa Fe, Nuevo México, 26 de abril de 2023) fue un político estadounidense miembro del Partido Demócrata que se desempeñó como gobernador de Nuevo México entre 1975 y 1979. 

## Biografía
Se graduó de la Universidad de Nuevo México en 1956 con una licenciatura en ciencias. Fue miembro de la fraternidad Phi Delta Theta. Luego ingresaría al negocio de seguros.
Ya ejerciendo su cargo de gobernador después de haber ganado las elecciones de 1974, reorganizó el gobierno del estado para crear un sistema de gabinete con doce departamentos. Consolidó agencias y abolió varias juntas y comisiones. El plan de reorganización de fue aprobado por la legislatura estatal en marzo de 1977, pero no entró en vigencia oficialmente hasta abril de 1978, el último año de su mandato. Se presentó como un medio más eficiente, eficaz y racional de gobernar las agencias estatales.
En 1982, intentó postularse para el Senado de los Estados Unidos para el escaño que ocupaba el entonces titular Harrison Schmitt, un republicano y exastronauta. Sin embargo, perdió su oportunidad en las primarias demócratas cuando el entonces procurador general Jeff Bingaman lo derrotó 51% a 39%. La primaria había sido en gran parte amarga ya que Apodaca y Bingaman concentraron su fuego en Schmitt. Bingaman derrotaría a Schmitt y serviría hasta enero de 2013, cuando se jubiló con éxito después de cinco victorias sucesivas en todo el estado.
En 1998, otro intento para resucitar su carrera política terminó con resultados más duros. Se enfrentó al exalcalde de Albuquerque Marty Chávez, el entonces representante estatal y futuro procurador general Gary K. King, hijo del exgobernador Bruce King, quien había perdido la gobernación cuatro años antes, así como al auditor estatal Robert Vigil, en la primaria para gobernador en las elecciones de 1998. Apodaca obtuvo un decepcionante 10% y aunque corrió por delante de Vigil, Vigil al menos ganó su condado natal de San Miguel mientras que Apodaca obtuvo sólo 3% de los votos. En su condado natal de Santa Fe, Chávez obtuvo una victoria aplastante frente a Apodaca, 59% a 6%.
Uno de los centros del Instituto de Liderazgo y Políticas Públicas Ben Luján se llama ahora Centro de Políticas Públicas Jerry Apodaca.